# Totum pro parte
Totum pro parte is Latijn voor 'geheel voor een deel'. Het is een metoniem, voor een geheel, dat een deel uitbeeld. Het tegenovergestelde van een totum pro parte is een pars pro toto (deel voor geheel). 

## Bij aardrijkskunde
Sommige geografische plaatsen gebruiken soms een totum pro parte. Ze gebruiken dan een groter gebied om een kleiner gebied weer te geven. Een aantal voorbeelden zijn:
- "Amerika" wordt vaak gebruikt voor de Verenigde Staten.
- "Azië" wordt soms gebruik voor het Oost- en Zuidoost-Azië.
- "Congo" wordt vaak gebruikt voor de Republiek Congo.

## Andere voorbeelden
In de zin "Nederland won met de voetbalwedstrijd met 1-0 van Duitsland," dan bedoelen we niet de gehele bevolking van Nederland. Dan bedoelen we het Nederlands elftal. Dus het geheel Nederland wordt gebruikt om het deel, het Nederlands elftal, uit te beelden.